# فاطمة (مسلسل 2021)
فاطمة (بالإنجليزية: Fatma) هو مسلسل دراما جريمة تركي إنتاج 2021 من بطولة بورجو بيريجيك، اوجور يوسيل وهازال تورسان.تم عرض الموسم الأول على نتفليكس في 27 أبريل 2021، الموسم الأول يتكون من 6 حلقات.